# Ацетат аммония
Ацета́т аммо́ния — органическое вещество, аммониевая соль уксусной кислоты. Зарегистрирован как пищевая добавка E264 (консервант).

## Получение
Ацетат аммония получают гидролизом ацетонитрила:
{\displaystyle {\ce {CH3C#N + 2H2O -> CH3COONH4}}}
и взаимодействием аммиака с ледяной уксусной кислотой:
{\displaystyle {\ce {CH3COOH + NH3 -> CH3COONH4}}}.
Получение кристаллического ацетата аммония затруднено из-за его гигроскопичности.

## Химические свойства
Является солью слабой кислоты и слабого основания.
При сравнительно низкой температуре 112 °C (385 K) разлагается на воду и ацетамид:
{\displaystyle {\ce {CH3COONH4 ->[t] CH3C(O)NH2 + H2O}}}.
В водном растворе подвергается гидролизу:
{\displaystyle {\ce {CH3COONH4 + HOH <-> NH4OH + CH3COOH}}}.

## Применение
```
ацетат аммония применяется:
```

- как биоразлагаемый реагент — антиобледенитель;
- как буферный раствор в смеси с раствором уксусной кислоты, особенностью данного буфера является его разложение при низких температурах без образования ионов;
- в органическом синтезе, например, реакция Кнёвенагеля;
- раствор в дистиллированной воде используется как коагулянт, для осаждения белков из раствора.